# 夜之屋 (電影)
《夜舍》（英語：The Night House）是一部2020年美國心理恐怖片，由大衛·布克納執導，班·柯林斯（Ben Collins）和盧克·皮奧特羅夫斯基（Luke Piotrowski）編劇，主演包括蕾貝卡·霍爾、莎拉·戈德堡、艾文·喬尼凱特、斯塔西·马汀和馮迪·寇提斯-霍爾。劇情講述一位寡婦揭開剛去世不久的丈夫令人不安的秘密。
電影在2020年1月24日登上日舞影展舉行全球首映，2021年8月20日美國上映。

## 演員
- 蕾貝卡·霍爾飾演貝絲（Beth）[3]
- 莎拉·戈德堡（英语：Sarah Goldberg）飾演克萊兒（Claire）[4]
- 艾文·喬尼凱特（英语：Evan Jonigkeit）飾演歐文（Owen）[3]
- 斯塔西·马汀飾演瑪德琳（Madelyne）[4]
- 馮迪·寇提斯-霍爾（英语：Vondie Curtis-Hall）飾演梅爾（Mel）[4]

## 製作
《夜舍》2019年2月對外宣布，由英國籍導演大衛·布克納執導，班·柯林斯（Ben Collins）和盧克·皮奧特羅夫斯基（Luke Piotrowski）合作編劇，蕾貝卡·霍爾最先加入擔任主演。大衛·S·高耶和凱斯·萊文（Keith Levine）透過製片公司幻四影業（Phantom Four Films）製作，安東（Anton）公司負責全額融資、執行製作和處理全球銷售，在柏林歐洲電影市場上尋求買家。莎拉·戈德堡、艾文·喬尼凱特、斯塔西·马汀和馮迪·寇提斯-霍爾隨後加入演出陣容。
電影2019年5月在纽约州锡拉丘兹展開主要拍攝。

## 發行
電影在2020年1月24日登上日舞影展舉行全球首映。不久後，探照灯影业以1200萬美元的金額取得美國發行權。美國原定2021年7月16日上映，後延期至2021年8月20日。

## 反響
評論匯總網站爛番茄根據138條評論，該片新鮮度85%，均分7.10／10；該網站共識：「《夜舍》受惠於蕾貝卡·霍爾引人入勝的核心演出下，帶來一種情感智商兼具的大氣恐怖。」在Metacritic上根據30條評論而獲得67分，代表「普遍好評」。

## 外部連結
- 互联网电影数据库（IMDb）上《夜之屋》的资料（英文）